# You da One
«You Da One» (укр. Ти єдиний) — пісня барбадоської співачки Ріанни, яка стала другим синглом з її шостого студійного альбому «Talk That Talk». 11 листопада 2011 року виклала його на своїй сторінці у Facebook, а офіційний реліз відбувся 14 листопада.
Композицію спродюсував Dr. Luke, відомий за роботами з іншими популярними виконавцями.

## Трек-лист
- Digital download

1. "You da One" – 3:18

- CD single

1. "You da One"
2. "We Found Love" (Chuckie Extended Remix)

- The Remixes

1. "You da One" (Dave Audé Radio) – 3:53
2. "You da One" (Dave Audé Club) – 7:59
3. "You da One" (Dave Audé Dub) – 7:29
4. "You da One" (Almighty Radio) – 3:46
5. "You da One" (Almighty Club) – 6:26
6. "You da One" (Almighty Dub) – 6:26
7. "You da One" (Gregor Salto Amsterdam Edit) – 2:58
8. "You da One" (Gregor Salto Amsterdam Club) – 5:21
9. "You da One" (Gregor Salto Amsterdam Dub) – 5:06
10. "You da One" (Gregor Salto Vegas Edit) – 2:46
11. "You da One" (Gregor Salto Vegas Club) – 4:46
12. "You da One" (Gregor Salto Drum Dub) – 4:34